# Arma de salão
Arma de salão, é a designação genérica de armas usadas para "tiro recreacional" em ambientes fechados, quer seja num estante de tiro quer seja num outro ambiente fechado não necessariamente apropriado para a prática de tiro.
Essas armas, foram desenvolvidas a partir de 1845, quando o inventor Louis-Nicolas Flobert, criou o primeiro cartucho de fogo circular metálico integrado. Desde então, armas do mesmo tipo e propósito vêm sendo desenvolvidas.
Apesar de ainda existirem alguns modelos em produção, no final do século XX, foram perdendo mercado para armas de ar comprimido.

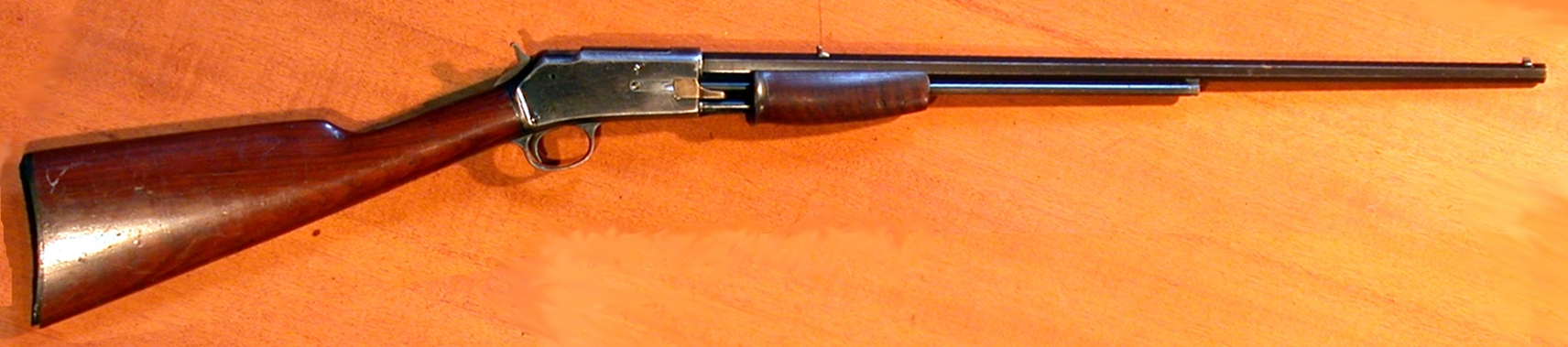
Exemplo clássico de arma de salão, um Colt Lightning.

## Variantes

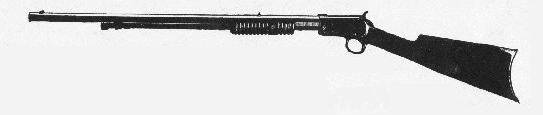
A gallery gun Winchester Model 1890.

Na língua inglesa, existem alguns termos usados para distinguir variantes de armas de salão:

### Gallery guns

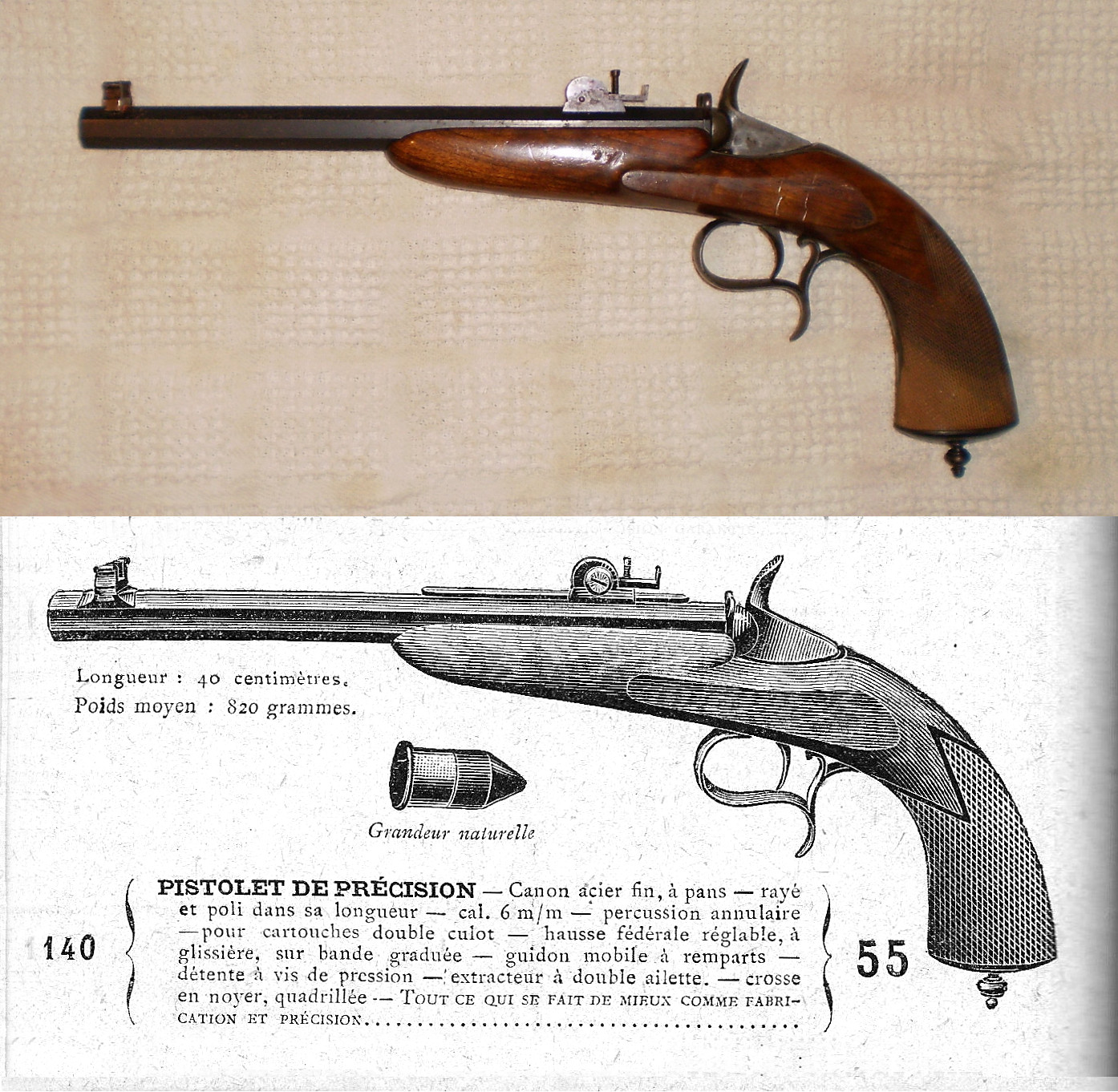
Uma Flobert gun no calibre 6mm Flobert da Manufacture Française d'Armes et de Cycles de Saint Étienne (1912).

O termo gallery gun é usado para se referir a espingardas, de tiro único ou de "ação por bomba", geralmente no calibre .22 Short. Algumas das mais populares armas dessa variante são: a Winchester Model 1890, a Colt Lightning Carbine, e a Winchester Model 62.

### Flobert guns

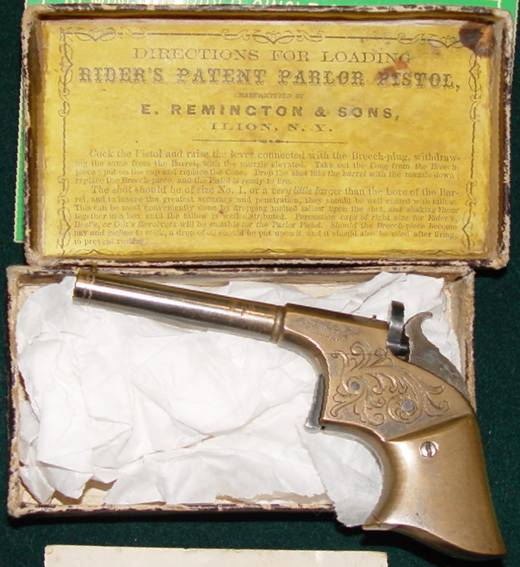
Representante de uma parlor gun, a Remington Rider Single Shot Pistol

O termo Flobert gun é usado para se referir a qualquer arma que utilize os cartuchos inventados por Louis-Nicolas Flobert, o .22 BB Cap (1845), ou o .22 CB Cap (1888).

### Parlor guns
O termo parlor gun foi inicialmente usado pelo próprio Flobert para designar uma pistola que ele criou para fazer uso do cartuchos que ele havia inventado.
Esse tipo de arma ficou na moda em meados do século XX. Normalmente tinham canos pesados mas de pequenos calibres, sendo usadas para tiro ao alvo, num salão ("parlor") dedicado ou galerias próprias para essa atividade.
A Remington Rider Single Shot Pistol, foi uma das mais conhecidas parlor gun fabricadas nos Estados Unidos.

### Saloon guns
O termo saloon gun é usado para se referir a armas de cano de alma lisa que utilizem cartuchos 6mm Flobert, mas pode se referir a armas de calibres maiores que foram "transformadas" para tiro de salão usando um tubo adaptador chamado Morris tube. O "tubo Morris" era do diâmetro do calibre original da arma e sua "alma" era de um calibre menor, tipicamente o .255 Morris.